# Zvjezdarnica Kiso
Zvjezdarnica Kiso (jap. 木曽観測所, Kiso kansokujo) je zvjezdarnica koja se nalazi u Japanu, u prefekturi Naganu na planini Ontake na nadmorskoj visini od 1130 m.
Osnovana je 1974. godine. Održavaju u odjel za znanost Instituta za astronomiju Sveučilišta u Tokiju (東京大学天文学教育研究センター). U njoj se nalazi 105 
centimetarski Schmidtov teleskop.
Kod ove zvjezdarnice je 381.

## Vanjske poveznice
- Zvjezdarnica Kiso
- Sveučilište u Tokiju